# AFC Ajax in het seizoen 2024/25 (vrouwen)
Het seizoen 2024/25 is het 13e jaar in het bestaan van de Amsterdamse vrouwenvoetbalclub AFC Ajax. De club komt uit in de Eredivisie en neemt ook deel aan het toernooi om de KNVB Beker. Door de tweede plaats in het vorige voetbalseizoen heeft het team zich gekwalificeerd voor de kwalificaties van de Champions League.

## Selectie en technische staf

### Selectie
| Nr.             | Nat.                      | Naam                 | Competitie  | Competitie  | Beker       | Beker       | Supercup    | Supercup    | Eredivisie Cup | Eredivisie Cup | Champions League | Champions League | Totaal      | Totaal      | Seizoen bij AFC Ajax | Vorige club   | Contract          |
| Nr.             | Nat.                      | Naam                 | W           | Goal        | W           | Goal        | W           | Goal        | W              | Goal           | W                | Goal             | W           | Goal        | Seizoen bij AFC Ajax | Vorige club   | Contract          |
| Doelvrouwen     | Doelvrouwen               | Doelvrouwen          | Doelvrouwen | Doelvrouwen | Doelvrouwen | Doelvrouwen | Doelvrouwen | Doelvrouwen | Doelvrouwen    | Doelvrouwen    | Doelvrouwen      | Doelvrouwen      | Doelvrouwen | Doelvrouwen | Doelvrouwen          | Doelvrouwen   | Doelvrouwen       |
| --------------- | ------------------------- | -------------------- | ----------- | ----------- | ----------- | ----------- | ----------- | ----------- | -------------- | -------------- | ---------------- | ---------------- | ----------- | ----------- | -------------------- | ------------- | ----------------- |
| 1               | Vlag van Nederland        | Regina van Eijk      | 22          | 0           | 1           | 0           | 1           | 0           | 0              | 0              | 2                | 0                | 26          | 0           | 4e                   | Jeugd         | 30 juni 2027      |
| 12              | Vlag van Nederland        | Suus van der Weide   | 0           | 0           | 0           | 0           | 0           | 0           | 1              | 0              | 0                | 0                | 1           | 0           | 1e                   | Jeugd         | Contractloos      |
| 13              | Vlag van Nederland        | Lois Niënhuis        | 0           | 0           | 0           | 0           | 0           | 0           | 0              | 0              | 0                | 0                | 0           | 0           | 2e                   | FC Twente     | 30 juni 2026      |
| 31              | Vlag van Nederland        | Dionne van der Wal   | 1           | 0           | 0           | 0           | 0           | 0           | 0              | 0              | 0                | 0                | 1           | 0           | 3e                   | sc Heerenveen | Contractloos      |
| ?               | Vlag van Nederland        | Danae van der Vliet  | 0           | 0           | 0           | 0           | 0           | 0           | 0              | 0              | 0                | 0                | 0           | 0           | 1e                   | Jeugd         | 30 juni 2029      |
| Verdedigsters   |                           |                      |             |             |             |             |             |             |                |                |                  |                  |             |             |                      |               |                   |
| 2               | Vlag van Nederland        | Cindy Barendsz       | 0           | 0           | 0           | 0           | 0           | 0           | 1              | 0              | 0                | 0                | 1           | 0           | 1e                   | Jeugd         | Contractloos      |
| 3               | Vlag van Nederland        | Roos van der Veen    | 11          | 1           | 1           | 0           | 0           | 0           | 0              | 0              | 0                | 0                | 12          | 1           | 3e                   | sc Heerenveen | 30 juni 2025      |
| 4               | Vlag van Nederland        | Deau den Turk        | 7           | 0           | 0           | 0           | 1           | 0           | 0              | 0              | 1                | 0                | 9           | 0           | 1e                   | Jeugd         | 30 juni 2026      |
| 6               | Vlag van Nederland        | Kiki Horvath         | 0           | 0           | 0           | 0           | 0           | 0           | 1              | 0              | 0                | 0                | 1           | 0           | 1e                   | Jeugd         | Contractloos      |
| 6               | Vlag van Nederland        | Jonna van de Velde   | 20          | 1           | 1           | 0           | 1           | 0           | 0              | 0              | 2                | 0                | 24          | 1           | 5e                   | Jeugd         | 30 juni 2027      |
| 6               | Vlag van Nederland        | Anna Saghy           | 0           | 0           | 0           | 0           | 0           | 0           | 1              | 0              | 0                | 0                | 1           | 0           | 1e                   | Jeugd         | Contractloos      |
| 15              | Vlag van Nederland        | Liv Rademaker        | 1           | 0           | 0           | 0           | 1           | 0           | 0              | 0              | 0                | 0                | 2           | 0           | 1e                   | Jeugd         | Contractloos      |
| 15              | Vlag van Nederland        | Amber Verloop        | 0           | 0           | 0           | 0           | 0           | 0           | 0              | 0              | 0                | 0                | 0           | 0           | 1e                   | Jeugd         | Contractloos      |
| 17              | Vlag van Nederland        | Naomi van der Linden | 0           | 0           | 0           | 0           | 0           | 0           | 1              | 0              | 0                | 0                | 1           | 0           | 1e                   | Jeugd         | Contractloos      |
| 18              | Vlag van Nederland        | Milicia Keijzer      | 5           | 0           | 0           | 0           | 0           | 0           | 0              | 0              | 0                | 0                | 5           | 0           | 3e                   | Jeugd         | 30 juni 2025      |
| 21              | Vlag van Nederland        | Ayesha Selderbeek    | 0           | 0           | 0           | 0           | 0           | 0           | 1              | 0              | 0                | 0                | 1           | 0           | 1e                   | Jeugd         | Contractloos      |
| 22              | Vlag van Nederland        | Quinty Sabajo        | 8           | 3           | 0           | 0           | 1           | 0           | 0              | 0              | 2                | 1                | 11          | 4           | 5e                   | sc Heerenveen | Contractloos      |
| 24              | Vlag van Nederland        | Daliyah de Klonia    | 20          | 0           | 1           | 0           | 0           | 0           | 0              | 0              | 2                | 0                | 23          | 0           | 2e                   | Jeugd         | 30 juni 2027      |
| 25              | Vlag van Nederland        | Kay-lee de Sanders   | 2           | 0           | 0           | 0           | 0           | 0           | 0              | 0              | 1                | 0                | 3           | 0           | 6e                   | Jeugd         | 30 juni 2025      |
| 26              | Vlag van Nederland        | Isa Kardinaal        | 20          | 0           | 1           | 0           | 1           | 0           | 0              | 0              | 2                | 0                | 24          | 0           | 4e                   | Jeugd         | 30 juni 2027      |
| 27              | Vlag van Nederland        | Roos Valk            | 0           | 0           | 0           | 0           | 0           | 0           | 1              | 0              | 0                | 0                | 1           | 0           | 1e                   | Jeugd         | Contractloos      |
| ?               | Vlag van Nederland        | Renee van Asten      | 0           | 0           | 0           | 0           | 0           | 0           | 0              | 0              | 0                | 0                | 0           | 0           | 1e                   | Jeugd         | 30 juni 2027      |
| Middenveldsters |                           |                      |             |             |             |             |             |             |                |                |                  |                  |             |             |                      |               |                   |
| 5               | Vlag van Nederland        | Nikita Harting       | 0           | 0           | 0           | 0           | 0           | 0           | 1              | 0              | 0                | 0                | 1           | 0           | 1e                   | Jeugd         | Contractloos      |
| 7               | Vlag van Nederland        | Lina Touzani         | 0           | 0           | 0           | 0           | 0           | 0           | 1              | 0              | 0                | 0                | 1           | 0           | 1e                   | Jeugd         | Contractloos      |
| 8               | Vlag van Nederland        | Sherida Spitse       | 22          | 2           | 1           | 0           | 1           | 0           | 0              | 0              | 2                | 0                | 26          | 2           | 5e                   | Valerenga IF  | 30 juni 2027      |
| 10              | Vlag van Nederland        | Nadine Noordam       | 12          | 3           | 0           | 0           | 1           | 0           | 0              | 0              | 2                | 1                | 14          | 4           | 4e                   | ADO Den Haag  | Ontbonden         |
| 11              | Vlag van Nederland        | Mila Wegerif         | 0           | 0           | 0           | 0           | 0           | 0           | 1              | 0              | 0                | 0                | 1           | 0           | 1e                   | Jeugd         | Contractloos      |
| 12              | Vlag van Nederland        | Jade van Hensbergen  | 9           | 0           | 1           | 0           | 1           | 0           | 0              | 0              | 0                | 0                | 11          | 0           | 1e                   | Jeugd         | 30 juni 2029      |
| 15              | Vlag van Nederland        | Inessa Kaagman       | 10          | 0           | 0           | 0           | 0           | 0           | 0              | 0              | 0                | 0                | 10          | 0           | 6e                   | PSV           | 30 juni 2025      |
| 16              | Vlag van Nederland        | Danique Noordman     | 21          | 3           | 1           | 0           | 1           | 0           | 0              | 0              | 2                | 1                | 25          | 4           | 2e                   | PEC Zwolle    | 30 juni 2026      |
| 16              | Vlag van Nederland        | Janey van der Mije   | 0           | 0           | 0           | 0           | 0           | 0           | 1              | 0              | 0                | 0                | 1           | 0           | 1e                   | Jeugd         | Contractloos      |
| 18              | Vlag van Nederland        | Vera Sweers          | 0           | 0           | 0           | 0           | 0           | 0           | 1              | 0              | 0                | 0                | 1           | 0           | 1e                   | Jeugd         | Contractloos      |
| 20              | Vlag van Verenigde Staten | Lily Yohannes        | 19          | 6           | 1           | 0           | 1           | 0           | 0              | 0              | 2                | 0                | 23          | 6           | 2e                   | Jeugd         | 30 juni 2026      |
| 21              | Vlag van Nederland        | Rosa van Gool        | 18          | 2           | 1           | 0           | 0           | 0           | 0              | 0              | 0                | 0                | 19          | 2           | 4e                   | Jeugd         | 30 juni 2025      |
| 27              | Vlag van Nederland        | Nayomi Buikema       | 2           | 0           | 0           | 0           | 0           | 0           | 0              | 0              | 0                | 0                | 2           | 0           | 1e                   | Ajax          | 30 juni 2027      |
| 27              | Vlag van Nederland        | Fleur Verkooijen     | 0           | 0           | 0           | 0           | 0           | 0           | 0              | 0              | 0                | 0                | 0           | 0           | 1e                   | Jeugd         | Contractloos      |
| Aanvalsters     |                           |                      |             |             |             |             |             |             |                |                |                  |                  |             |             |                      |               |                   |
| 8               | Vlag van Nederland        | Angel Harting        | 0           | 0           | 0           | 0           | 0           | 0           | 1              | 0              | 0                | 0                | 1           | 0           | 1e                   | Jeugd         | Contractloos      |
| 9               | Vlag van Nederland        | Danique Tolhoek      | 22          | 19          | 1           | 0           | 1           | 0           | 0              | 0              | 2                | 0                | 26          | 19          | 2e                   | Jeugd         | 30 juni 2027      |
| 10              | Vlag van Nederland        | Ilayah Dostmohamed   | 0           | 0           | 0           | 0           | 0           | 0           | 1              | 1              | 0                | 0                | 1           | 1           | 1e                   | Jeugd         | Contractloos      |
| 11              | Vlag van Nederland        | Bo van Egmond        | 10          | 1           | 1           | 0           | 0           | 0           | 0              | 0              | 0                | 0                | 11          | 1           | 1e                   | PEC Zwolle    | 30 juni 2029      |
| 17              | Vlag van Nederland        | Bente Jansen         | 9           | 0           | 0           | 0           | 1           | 0           | 0              | 0              | 1                | 0                | 11          | 0           | 2e                   | FC Twente     | 30 juni 2025      |
| 19              | Vlag van Nederland        | Tiny Hoekstra        | 21          | 11          | 1           | 0           | 1           | 0           | 0              | 0              | 2                | 1                | 25          | 11          | 4e                   | sc Heerenveen | 30 juni 2025      |
| 19              | Vlag van Nederland        | Amazia Burnet        | 0           | 0           | 0           | 0           | 0           | 0           | 0              | 0              | 0                | 0                | 0           | 0           | 1e                   | Jeugd         | Contractloos      |
| 20              | Vlag van Nederland        | Yara Huisman         | 0           | 0           | 0           | 0           | 0           | 0           | 1              | 0              | 0                | 0                | 1           | 0           | 1e                   | Jeugd         | Contractloos      |
| 23              | Vlag van Nederland        | Lotte Keukelaar      | 21          | 3           | 1           | 0           | 1           | 1           | 0              | 0              | 2                | 1                | 26          | 5           | 2e                   | Jeugd         | 30 juni 2027      |
| 29              | Vlag van Nederland        | Mirte van Koppen     | 1           | 0           | 0           | 0           | 1           | 0           | 1              | 0              | 1                | 0                | 4           | 0           | 1e                   | Jeugd         | 30 juni 2027 (+1) |
| ?               | Vlag van Nederland        | Xanne Kip            | 0           | 0           | 0           | 0           | 0           | 0           | 0              | 0              | 0                | 0                | 0           | 0           | 1e                   | Jeugd         | 30 juni 2028      |
| Nr.             | Nat.                      | Naam                 | W           | Goal        | W           | Goal        | W           | Goal        | W              | Goal           | W                | Goal             | W           | Goal        | Seizoen bij AFC Ajax | Vorige club   | Contract          |
| Nr.             | Nat.                      | Naam                 | Competitie  | Competitie  | Beker       | Beker       | Supercup    | Supercup    | Eredivisie Cup | Eredivisie Cup | Champions League | Champions League | Totaal      | Totaal      | Seizoen bij AFC Ajax | Vorige club   | Contract          |

### Legenda
| # | Reden                                          |
| - | ---------------------------------------------- |
|   | Heeft de club in het lopende seizoen verlaten. |

### Technische staf
| Naam              | Functie           |
| ----------------- | ----------------- |
| Hesterine de Reus | Hoofdtrainer      |
| Sonny Silooy      | Assistent-trainer |
| Wim Bouckaert     | Skills-trainer    |
| Robbie Tetteroo   | Keeperstrainer    |

## Transfers

### Zomer

#### Aangetrokken 2024/25
| Nat.               | Naam          | Van        | Contract     | Bijzonderheden |
| ------------------ | ------------- | ---------- | ------------ | -------------- |
| Vlag van Nederland | Bo van Egmond | PEC Zwolle | 30 juni 2027 | Transfersom    |

#### Vertrokken 2024/25
| Nat.               | Naam              | Naar                | Bijzonderheden                         |
| ------------------ | ----------------- | ------------------- | -------------------------------------- |
| Vlag van Nederland | Chasity Grant     | Aston Villa WFC     | niet bekendgemaakte record-transfersom |
| Vlag van Nederland | Isabelle Hoekstra | RCD Espanyol        |                                        |
| Vlag van Nederland | Romée Leuchter    | Paris Saint-Germain |                                        |
| Vlag van Nederland | Nikita Tromp      | FC Utrecht          |                                        |
| Vlag van Nederland | Soraya Verhoeve   | Telstar             |                                        |
| Vlag van Nederland | Ashleigh Weerden  | Crystal Palace WFC  |                                        |

### Aangetrokken
| Nat.               | Naam                | Contract     | Bijzonderheden |
| ------------------ | ------------------- | ------------ | -------------- |
| Vlag van Nederland | Jade van Hensbergen | 30 juni 2025 |                |
| Vlag van Nederland | Deau den Turk       | 30 juni 2025 |                |

#### Vertrokken 2024/25
| Nat.               | Naam          | Naar      | Bijzonderheden |
| ------------------ | ------------- | --------- | -------------- |
| Vlag van Nederland | Fleur Huisman | HB Køge   |                |
| Vlag van Nederland | Sophie Proost | FC Twente |                |
| Vlag van Nederland | Lisa Stengs   | HB Køge   |                |

### Winter

#### Aangetrokken 2024/25
| Nat.               | Naam           | Van        | Bijzonderheden |
| ------------------ | -------------- | ---------- | -------------- |
| Vlag van Nederland | Nayomi Buikema | PEC Zwolle |                |
| Vlag van Nederland | Inessa Kaagman |            | Clubloos       |

#### Vertrokken 2024/25
| Nat.               | Naam           | Naar                       | Bijzonderheden |
| ------------------ | -------------- | -------------------------- | -------------- |
| Vlag van Nederland | Nadine Noordam | Brighton & Hove Albion WFC |                |

## Wedstrijdstatistieken

### Oefenwedstrijden
| Oefenwedstrijd 1                                                                           | Ajax                                                                               | 3 – 0 (0 – 0)    | OH Leuven                                         | Opstelling Ajax |
| 3 augustus 2024 Aanvangstijd: 14.00 uur Plaats: Amsterdam Sportpark De Toekomst            | Danique Noordman Danique Tolhoek                                                   | Wedstrijdverslag |                                                   | Van Eijk, Keijzer, Spitse, De Sanders, Van de Velde, Van Gool, Yohannes, Noordam, Noordman, Hoekstra, Jansen Invalsters: Tolhoek, Niënhuis, Sabajo, Keukelaar, De Klonia, Kardinaal, Van der Wal       |
| Oefenwedstrijd 2                                                                           | Nederland -20                                                                      | Onbekend         | Ajax                                              | Opstelling Ajax |
| 9 augustus 2024 Aanvangstijd: Onbekend Plaats: Zeist KNVB Campus                           |                                                                                    |                  |                                                   | Onbekend |
| Oefenwedstrijd 3                                                                           | Ajax                                                                               | 6 – 0 (4 – 0)    | KRC Genk                                          | Opstelling Ajax |
| 13 augustus 2024 Aanvangstijd: 18.00 uur Plaats: Amsterdam Sportpark De Toekomst           | Danique Tolhoek Sherida Spitse Tiny Hoekstra Danique Noordman Quinty Sabajo        | Wedstrijdverslag |                                                   | Van der Wal, Keijzer, De Sanders, Spitse, Van de Velde, Noordam, Noordman, Yohannes, Keukelaar, Tolhoek, Hoekstra Invalsters: Van Eijk, Den Turk, Van Hensbergen, Jansen, Sabajo, De Klonia, Kardinaal |
| Oefenwedstrijd 4                                                                           | RB Leipzig                                                                         | 1 – 1            | Ajax                                              | Opstelling Ajax |
| 18 augustus 2024 Aanvangstijd: 13.00 uur Plaats: Bielefeld Edimedien Arena                 | Vanessa Fudalla 77' (pen)                                                          | Wedstrijdverslag | 70' Lotte Keukelaar                               | Van Eijk, De Klonia, Den Turk, De Sanders, Van de Velde, Noordam, Van Hensbergen, Yohannes, Jansen, Tolhoek, Keukelaar Invalsters: o.a. Keijzer, Sabajo, Noordman, Kardinaal, Dionne van der Wal       |
| Oefenwedstrijd 5                                                                           | Atletico Madrid                                                                    | 5 – 1 (3 – 1)    | Ajax                                              | Opstelling Ajax |
| 24 augustus 2024 Aanvangstijd: 10.30 uur Plaats: Madrid Centro Deportivo Alcalá de Henares | Giovana Queiroz Costa 3', 13', 38' Daliyah de Klonia 77' (e.d.) Rosa Otermin 90+2' | Wedstrijdverslag | 40' 75' Lotte Keukelaar                           | Van Eijk, De Klonia, De Sanders ( 9' Den Turk), Spitse, Van de Velde ( 62' Sabajo), Noordam ( 69' Van Hensbergen), Noordman, Yohannes, Keukelaar, Tolhoek, Hoekstra ( 69' Jansen)                      |
| Oefenwedstrijd 6                                                                           | Ajax                                                                               | 4 – 4 (1 – 2)    | BK Häcken                                         | Opstelling Ajax |
| 20 november 2024 Aanvangstijd: 15.00 uur Plaats: Hoorn Sportpark Julianapark               | Tiny Hoekstra 37', 74', 90+4' Danique Tolhoek 84'                                  | Wedstrijdverslag | 20' Matilda Nildén 26', 47', 56' Clarissa Larisey | Onbekend |
| Oefenwedstrijd 7                                                                           | Ajax                                                                               | 0 – 3            | Sporting Portugal                                 | Opstelling Ajax |
| 26 maart 2025 Aanvangstijd: 12.00 uur Plaats: Amsterdam Sportpark De Toekomst              |                                                                                    | Wedstrijdverslag | Ana Capeta Jacynta Gala                           | Van der Wal, Keijzer, Van der Veen, Den Turk, Buikema, Van Hensbergen, Noordman, Kaagman, Jansen, Hoekstra, Sabajo                                                                                     |

### Eredivisie
|       | ADO Den Haag | AZ Alkmaar | Excelsior | Feyenoord | Fortuna Sittard | sc Heerenveen | PEC Zwolle | PSV   | Telstar | FC Twente | FC Utrecht |
| ----- | ------------ | ---------- | --------- | --------- | --------------- | ------------- | ---------- | ----- | ------- | --------- | ---------- |
| Thuis | 4 – 0        | 4 – 2      | 3 – 1     | 2 – 0     | 5 – 1           | 5 – 1         | 5 – 1      | 0 – 2 | 3 – 1   | 2 – 0     | 1 – 0      |
| Uit   | 0 – 2        | 1 – 2      | 1 – 3     | 0 – 0     | 0 – 1           | 1 – 4         | 0 – 4      | 3 – 1 | 1 – 4   | 5 – 1     | 1 – 1      |

| Speelronde 1                                                                       | Ajax | 5 – 1 (2 – 1)    | PEC Zwolle                                                                              | Opstelling Ajax |
| 29 september 2024 Aanvangstijd: 12.15 uur Plaats: Amsterdam Sportpark De Toekomst  | Tiny Hoekstra 17' Danique Tolhoek 23', 73' Lily Yohannes 55' Nadine Noordam 79'                                      | Wedstrijdverslag | 15' Hanna Huizenga 76' Tara te Wierik                                                   | Van Eijk, De Klonia, Kardinaal, Spitse, Van de Velde, Noordam, Noordman ( 80' Jansen), Yohannes ( 90' Den Turk), Keukelaar ( 80' Van Hensbergen), Tolhoek ( 73' Sabajo), Hoekstra                          |
| Speelronde 2                                                                       | AZ | 1 – 2 (1 – 2)    | Ajax                                                                                    | Opstelling Ajax |
| 6 oktober 2024 Aanvangstijd: 12.15 uur Plaats: Alkmaar AFAS Stadion                | Romaissa Boukakar 31' Karlijn Woons 36' Pleun Groot 58'                                                              | Wedstrijdverslag | 18', 20' Tiny Hoekstra                                                                  | Van Eijk, De Klonia, Kardinaal, Spitse, Rademaker ( 86' Den Turk), Noordam, Noordman, Yohannes, Keukelaar ( 74' Jansen), Tolhoek ( 86' Van Koppen), Hoekstra                                               |
| Speelronde 3                                                                       | Ajax | 5 – 1 (2 – 0)    | Fortuna Sittard                                                                         | Opstelling Ajax |
| 12 oktober 2024 Aanvangstijd: 16.30 uur Plaats: Amsterdam Sportpark De Toekomst    | Lotte Keukelaar 14', 49' Nicole Stoop 23' (e.d.) Tiny Hoekstra 56' Lily Yohannes 69' Nadine Noordam 87'              | Wedstrijdverslag | 37' Amber van Heeswijk 63' Isa Dekker                                                   | Van Eijk, De Klonia, Kardinaal, Spitse ( 61' Spitse), Van de Velde, Noordam, Noordman ( 81' Van Hensbergen), Yohannes, Keukelaar, Tolhoek, Hoekstra ( 74' Jansen)                                          |
| Speelronde 4                                                                       | Feyenoord | 0 – 0 (0 – 0)    | Ajax                                                                                    | Opstelling Ajax |
| 20 oktober 2024 Aanvangstijd: 12.15 uur Plaats: Rotterdam Sportcomplex Varkenoord  | Jada Conijnenberg 86'                                                                                                | Wedstrijdverslag |                                                                                         | Van Eijk, De Klonia, Kardinaal, Spitse, Van de Velde, Noordam, Noordman, Yohannes, Keukelaar ( 87' Sabajo), Tolhoek ( 72' Van Gool), Hoekstra                                                              |
| Speelronde 5                                                                       | ADO Den Haag | 0 – 2 (0 – 1)    | Ajax                                                                                    | Opstelling Ajax |
| 3 november 2024 Aanvangstijd: 12.15 uur Plaats: Den Haag Bingoal Stadion           | | Wedstrijdverslag | 34', 67' Danique Tolhoek                                                                | Van Eijk, De Klonia ( 85' Van der Veen), Kardinaal, Spitse, Van de Velde, Van Gool, Noordman, Yohannes ( 76' Van Hensbergen), Noordam, Tolhoek, Hoekstra ( 76' Jansen)                                     |
| Speelronde 6                                                                       | Ajax | 2 –0 (0 – 0)     | FC Twente                                                                               | Opstelling Ajax |
| 9 november 2024 Aanvangstijd: 14.00 uur Plaats: Amsterdam Sportpark De Toekomst    | Sherida Spitse 62' (pen) Tiny Hoekstra 90+3'                                                                         | Wedstrijdverslag |                                                                                         | Van Eijk, De Klonia, Kardinaal, Spitse, Van de Velde, Noordam, Noordman, Yohannes ( 66' Van Gool), Keukelaar ( 90+3' Van der Veen), Tolhoek, Hoekstra                                                      |
| Speelronde 7                                                                       | Ajax | 1 – 0 (1 – 0)    | FC Utrecht                                                                              | Opstelling Ajax |
| 16 november 2024 Aanvangstijd: 16.30 uur Plaats: Amsterdam Sportpark De Toekomst   | Lily Yohannes 5' Sherida Spitse 16' Nadine Noordam 32'                                                               | Wedstrijdverslag | 31' Nikita Tromp 40' Amber Visscher                                                     | Van Eijk, De Klonia, Kardinaal, Spitse, Van de Velde, Noordam, Noordman ( 60' Van Gool), Yohannes, Keukelaar, Tolhoek, Hoekstra                                                                            |
| Speelronde 8                                                                       | Telstar | 1 – 4 (1 – 2)    | Ajax                                                                                    | Opstelling Ajax |
| 24 november 2024 Aanvangstijd: 16.45 uur Plaats: Velsen-Zuid 711 Stadion           | Jannette van Belen 39' (pen.)                                                                                        | Wedstrijdverslag | 21', 53' Danique Tolhoek 27' Lotte Keukelaar 84' Tiny Hoekstra                          | Van Eijk, De Klonia, Kardinaal, Spitse, Van de Velde, Noordam ( 69' Noordman), Van Hensbergen ( 46' Kaagman), Yohannes ( 70' Van Gool), Keukelaar, Tolhoek, Hoekstra                                       |
| Speelronde 9                                                                       | Ajax | 0 – 2 (0 – 2)    | PSV                                                                                     | Opstelling Ajax |
| 7 december 2024 Aanvangstijd: 16.30 uur Plaats: Amsterdam Johan Cruijff Arena      | | Wedstrijdverslag | 10', 35' Renate Jansen 15' Melanie Bross                                                | Van Eijk, De Klonia, Spitse, Kardinaal, Van de Velde, Noordam, Noordman, Yohannes ( 42' Van Gool), Keukelaar, Tolhoek ( 73' Kaagman), Hoekstra                                                             |
| Speelronde 10                                                                      | sc Heerenveen | 1 – 4 (1 – 1)    | Ajax                                                                                    | Opstelling Ajax |
| 15 december 2024 Aanvangstijd: 12.15 uur Plaats: Heerenveen Sportpark Skoatterwald | Evi Maatman 4' | Wedstrijdverslag | 19' Nadine Noordam 50', 78' Danique Tolhoek 83' Quinty Sabajo                           | Van Eijk, De Klonia, Spitse, Kardinaal ( 83' Van der Veen), Van de Velde, Noordam, Kaagman ( 73' Sabajo), Van Gool, Keukelaar ( 46' Noordman), Tolhoek, Jansen ( 63' Yohannes)                             |
| Speelronde 11                                                                      | Ajax | 3 – 1 (3 – 1)    | Excelsior                                                                               | Opstelling Ajax |
| 22 december 2024 Aanvangstijd: 16.45 uur Plaats: Amsterdam Sportpark De Toekomst   | Danique Tolhoek 14' Quinty Sabajo 25', 29'                                                                           | Wedstrijdverslag | 17' Sabrine Ellouzi 19' Yentl van Goch                                                  | Van Eijk, De Klonia ( 46' Kaagman), Spitse, Van der Veen ( 46' Den Turk), Van de Velde ( 69' De Sanders), Noordam, Noordman, Van Gool, Keukelaar ( 81' Jansen), Tolhoek ( 61' Hoekstra), Sabajo            |
| Speelronde 12                                                                      | Ajax | 4 – 2 (4 – 0)    | AZ                                                                                      | Opstelling Ajax |
| 19 januari 2025 Aanvangstijd: 12.15 uur Plaats: Amsterdam Sportpark De Toekomst    | Danique Tolhoek 21', 35' Tiny Hoekstra 28', 45+3' Lily Yohannes 33'                                                  | Wedstrijdverslag | 26' Karlijn Woons 65' Isa Colin 68' Floor Spaan                                         | Van Eijk, De Klonia ( 29' Den Turk), Spitse, Kardinaal, Van de Velde ( 82' Van der Veen), Noordam, Noordman ( 62' Van Gool), Yohannes, Keukelaar ( 46' Jansen), Tolhoek ( 62' Kaagman), Hoekstra           |
| Speelronde 13                                                                      | PEC Zwolle | 0 – 4 (0 – 2)    | Ajax                                                                                    | Opstelling Ajax |
| 26 januari 2025 Aanvangstijd: 16.46 uur Plaats: Zwolle Sportpark De Vegtlust       | Kely Pruim 9' Sterre Kroezen 74'                                                                                     | Wedstrijdverslag | 1', 11' Danique Tolhoek 52' Tiny Hoekstra 54' Jade van Hensbergen 82' Roos van der Veen | Van Eijk, Den Turk, Spitse, Van der Veen, Van de Velde, Yohannes, Noordman, Van Egmond ( 38' Van Hensbergen), Keukelaar ( 82' Kaagman), Tolhoek, Hoekstra ( 73' Sabajo)                                    |
| Speelronde 15                                                                      | Ajax | 2 – 0 (1 – 0)    | Feyenoord                                                                               | Opstelling Ajax |
| 8 februari 2025 Aanvangstijd: 16.30 uur Plaats: Amsterdam Johan Cruijff Arena      | Danique Tolhoek 21' Danique Noordman 48' Toko Koga 80' (e.d.)                                                        | Wedstrijdverslag | 61' Noëlle van der Sluijs 87' Ella Van Kerkhoven                                        | Van Eijk, De Klonia ( 41' Van Hensbergen), Spitse, Kardinaal, Van de Velde, Van Gool, Noordman, Yohannes, Keukelaar, Tolhoek ( 66' Van Egmond), Hoekstra                                                   |
| Speelronde 16                                                                      | Fortuna Sittard | 0 – 1 (0 – 0)    | Ajax                                                                                    | Opstelling Ajax |
| 1 maart 2025 Aanvangstijd: 14.00 uur Plaats: Heerlen Sportpark Pronsebroek         | Sara Vijfhuizen 61'                                                                                                  | Wedstrijdverslag | 62' Sherida Spitse                                                                      | Van Eijk, De Klonia ( 72' Buikema), Kardinaal, Van der Veen, Van de Velde, Noordman, Spitse, Van Gool, Keukelaar ( 46' Van Egmond), Tolhoek ( 81' Sabajo), Hoekstra                                        |
| Speelronde 17                                                                      | Ajax | 5 – 1 (3 – 0)    | sc Heerenveen                                                                           | Opstelling Ajax |
| 9 maart 2025 Aanvangstijd: 12.15 uur Plaats: Amsterdam Sportpark De Toekomst       | Danique Noordman 28' Rosa van Gool 34' Tiny Hoekstra 41', 90+3' Danique Tolhoek 55'                                  | Wedstrijdverslag | 72' Silje Stockmar 78' Evi Maatman                                                      | Van Eijk, De Klonia ( 65' Buikema), Spitse, Kardinal, Van de Velde ( 79' Den Turk), Van Gool, Noordman, Yohannes, Keukelaar ( 79' Sabajo), Tolhoek ( 65' Van Egmond), Hoekstra                             |
| Speelronde 14 (inhaalduel)                                                         | FC Utrecht | 1 – 1 (1 – 1)    | Ajax                                                                                    | Opstelling Ajax |
| 16 maart 2025 Aanvangstijd: 14.30 uur Plaats: Utrecht Sportcomplex Zoudenbalch     | Lobke Loonen 20' | Wedstrijdverslag | 10' Danique Noordman                                                                    | Van Eijk, De Klonia, Spitse, Kardinaal, Van de Velde, Van Gool, Noordman, Yohannes, Keukelaar, Tolhoek, Hoekstra ( 77' Van Egmond)                                                                         |
| Speelronde 18                                                                      | PSV | 3 – 1 (1 – 0)    | Ajax                                                                                    | Opstelling Ajax |
| 22 maart 2025 Aanvangstijd: 16.30 uur Plaats: Eindhoven Philips Stadion            | Renate Jansen 28', 75' Veerle Buurman 59'                                                                            | Wedstrijdverslag | 51' Danique Tolhoek 59' Regina van Eijk                                                 | Van Eijk, De Klonia, Spitse, Van de Velde, Van Gool ( 76' Van der Veen), Noordman, Yohannes ( 46' Van Hensbergen), Keukelaar, Hoekstra ( 46' Tolhoek), Van Egmond ( 69' Jansen)                            |
| Speelronde 19                                                                      | Ajax | 4 – 0 (2 – 0)    | ADO Den Haag                                                                            | Opstelling Ajax |
| 30 maart 2025 Aanvangstijd: 12.15 uur Plaats: Amsterdam Sportpark De Toekomst      | Jonna van de Velde 14' Lily Yohannes 22', 88' Danique Tolhoek 85'                                                    | Wedstrijdverslag | 70' Cato Pijnacker Hordijk                                                              | Van Eijk, De Klonia ( 46' Keijzer), Spitse, Kardinaal, Van de Velde, Van Gool, Kaagman ( 46' Van Hensbergen), Yohannes, Keukelaar, Tolhoek, Hoekstra ( 69' Van Egmond)                                     |
| Speelronde 20                                                                      | FC Twente | 5 – 1 (4 – 1)    | Ajax                                                                                    | Opstelling Ajax |
| 21 april 2025 Aanvangstijd: 12.15 uur Plaats: Enschede De Grolsch Veste            | Jaimy Ravensbergen 12', 20' Liz Rijsbergen 24' Kayleigh van Dooren 27' Danique van Ginkel 67' Amanda Andradóttir 88' | Wedstrijdverslag | 18' Danique Noordman 67' Lily Yohannes                                                  | Van Eijk, De Klonia ( 33' Keijzer), Spitse, Kardinaal, Van de Velde ( 74' Van Egmond), Van Gool ( 32' Van Hensbergen), Noordman, Yohannes ( 74' Kaagman), Keukelaar, Tolhoek, Hoekstra ( 87' Van der Veen) |
| Speelronde 21                                                                      | Ajax | 3 – 1 (2 – 1)    | Telstar                                                                                 | Opstelling Ajax |
| 3 mei 2025 Aanvangstijd: 14.00 uur Plaats: Amsterdam Sportpark De Toekomst         | Roos van der Veen 9' Tiny Hoekstra 28' Danique Tolhoek 30', 66'                                                      | Wedstrijdverslag | 3' Chinatsu Kira 12' Akari Takeshige 73' Lieke Vis                                      | Van Eijk ( 72' Van der Wal), De Klonia ( 72' Keijzer), Spitse, Van der Veen ( 46' Kardinaal), Van Egmond ( 84' De Sanders), Van Gool, Noordman, Kaagman, Keukelaar, Tolhoek, Hoekstra                      |
| Speelronde 22                                                                      | Excelsior | 1 – 3 (1 – 0)    | Ajax                                                                                    | Opstelling Ajax |
| 17 mei 2025 Aanvangstijd: 14.00 uur Plaats: Rotterdam Sportpark Duivesteijn        | Dana Breewel 30' | Wedstrijdverslag | 52' Lily Yohannes 85' 90+5' Rosa van Gool 90+1' Bo van Egmond                           | Van Eijk, Den Turk, Spitse, Kardinaal ( 46' Van der Veen), Keijzer ( 46' Van de Velde), Van Gool, Noordman ( 46' Keukelaar), Kaagman ( 46' Yohannes), Van Egmond, Tolhoek, Hoekstra ( 59' Hoekstra)        |

### KNVB Beker
| Achtste Finales                                                                  | Ajax              | 0 – 2 (0 – 2)    | FC Twente                                  | Opstelling Ajax |
| 15 februari 2025 Aanvangstijd: 17.00 uur Plaats: Amsterdam Sportpark De Toekomst | Bo van Egmond 48' | Wedstrijdverslag | 21' 58' Rose Ivens 44' Kayleigh van Dooren | Van Eijk, De Klonia ( 46' Van Hensbergen), Kardinaal, Spitse, Van de Velde, Noordman, Yohannes ( 84' Van der Veen), Van Gool, Keukelaar, Tolhoek, Hoekstra ( 46' Van Egmond) |

### Supercup
| Finale                                                                     | FC Twente                                                                                               | 6 – 1 (2 – 1)    | Ajax                                  | Opstelling Ajax |
| 31 augustus 2024 Aanvangstijd: 14.00 uur Plaats: Enschede De Grolsch Veste | Kayleigh van Dooren 28', 42', 63' Nikée van Dijk 57' Danique van Ginkel 76' Jaimy Ravensbergen 78', 82' | Wedstrijdverslag | 27' Lotte Keukelaar 78' Deau den Turk | Van Eijk, Den Turk, Kardinaal ( 46' Rademaker), Spitse, Van de Velde ( 62' Sabajo), Noordman, Yohannes ( 76' Van Hensbergen), Noordam, Hoekstra ( 46' Jansen), Tolhoek ( 62' Van Koppen), Keukelaar |

### Eredivisie Cup
| Halve Finale                                                                 | PSV                                                                          | 5 – 1 (2 – 1)    | Ajax                         | Opstelling Ajax |
| 21 mei 2025 Aanvangstijd: 18.30 uur Plaats: Eindhoven PSV Campus De Herdgang | Renate Jansen 19' Fenna Kalma 32', 90+6' Riola Xhemaili 48' Nina Nijstad 77' | Wedstrijdverslag | 14' (pen) Ilayah Dostmohamed | Van der Weide, Horvath, Saghy ( 65' Van der Mije), Valk, Barendsz ( 46' Van der Linden), Wegerif ( 31' Selderbeek), Touzani ( 72' Huisman), Harting ( 46' Sweers), Dostmohamed, Van Koppen, Harting |

### Champions League
| 1e kwalificatieronde (Halve-finale)                                             | Ajax | 1 – 1 (4 – 1 na verlenging) | FK Kolos Kovalivka                                            | Opstelling Ajax |
| 4 september 2024 Aanvangstijd: 14.00 uur Plaats: Brøndbyvester Brøndbystadion 2 | Tiny Hoekstra 65' Daliyah de Klonia 67' Lotte Keukelaar 96' Danique Noordman 109' 120+1' Quinty Sabajo 113' |                             | 26' Violeta Titan 62' Tetyana Kitayeva 90+2' Victoria Ostapiv | Van Eijk, De Klonia ( 114' Den Turk), Kardinaal ( 112' De Sanders), Spitse, Van de Velde ( 73' Tolhoek), Sabajo, Noordam, Yohannes, Keukelaar, Noordman, Hoekstra ( 106' Van Koppen) |
| 1e kwalificatieronde (Finale)                                                   | Ajax | 0 – 1 (0 – 0)               | AC Fiorentina                                                 | Opstelling Ajax |
| 7 september 2024 Aanvangstijd: 16.00 Plaats: Brøndbyvester Brøndbystadion 2     | Lily Yohannes 67' Danique Noordman 76'                                                                      | Wedstrijdverslag            | 8' Marina Georgieva 68' Emma Snerle 82' Madelen Janogy        | Van Eijk, De Klonia, Kardinaal, Spitse, Van de Velde, Noordam, Sabajo ( 34' Tolhoek), Yohannes, Keukelaar ( 85' Jansen), Noordman, Hoekstra                                          |

### World Seven
| Groepsfase                                                                          | Ajax                                 | 2 – 4 (1 – 2)              | FC Bayern München                                                                          | Opstelling Ajax |
| 21 mei 2025 Aanvangstijd: 20.00 uur Plaats: Estoril Estádio António Coimbra da Mota | Lotte Keukelaar 3' Lily Yohannes 27' | Wedstrijdverslag           | 6' (e.d.) Regina van Eijk 11' Glódís Perla Viggósdóttir 17' Tuva Hansen 20' Linda Dallmann | Van Eijk, Keijzer, Kardinaal, Van de Velde, Van Gool, Yohannes, Keukelaar Wissels: Van der Wal, Van der Veen, Tolhoek, Van Egmond, Kaagman, Noordman, De Klonia |
| Groepsfase                                                                          | Manchester City WFC                  | 2 – 2 (6 – 5 na penalty's) | Ajax                                                                                       | Opstelling Ajax |
| 22 mei 2025 Aanvangstijd: 14.30 uur Plaats: Estoril Estádio António Coimbra da Mota | Kerolin 4' Jess Park 30'             | Wedstrijdverslag           | 24' (pen) Lily Yohannes 30' Danique Noordman                                               | Van Eijk, Kardinaal, Van de Velde, Van Gool, Kaagman, Yohannes, Keukelaar Wissels: Niënhuis, Van der Veen, Tolhoek, Van Egmond, Noordman, Hoekstra, De Klonia   |
| Groepsfase                                                                          | FC Rosengård                         | 0 – 2 (0 – 1)              | Ajax                                                                                       | Opstelling Ajax |
| 22 mei 2025 Aanvangstijd: 20.30 uur Plaats: Estoril Estádio António Coimbra da Mota |                                      | Wedstrijdverslag           | 5' Lily Yohannes 26' Bente Jansen                                                          | Niënhuis, De Klonia, Kardinaal, Van Gool, Noordman, Yohannes, Keukelaar Wissels: Van der Wal, Den Turk, Van Hensbergen, Kaagman, Jansen, Keijzer, Hoekstra      |

## Statistieken Ajax 2024/2025

### Tussenstand Ajax in de Nederlandse Eredivisie Vrouwen 2024 / 2025
| Stand | Gespeeld | Gewonnen | Gelijk | Verloren | Punten | Doelpunten voor | Doelpunten tegen | Gele kaarten | Rode kaarten |
| ----- | -------- | -------- | ------ | -------- | ------ | --------------- | ---------------- | ------------ | ------------ |
| 3e    | 22       | 17       | 2      | 3        | 53     | 57              | 22               | 10           | 0            |

### Topscorers
| #              | Naam                           | Goal |
| -------------- | ------------------------------ | ---- |
| 1.             | Danique Tolhoek                | 19   |
| 2.             | Tiny Hoekstra                  | 11   |
| 3.             | Lily Yohannes                  | 6    |
| 4.             | Lotte Keukelaar                | 3    |
| 4.             | Nadine Noordam                 | 3    |
| 4.             | Danique Noordman               | 3    |
| 4.             | Quinty Sabajo                  | 3    |
| 8.             | Rosa van Gool                  | 2    |
| 8.             | Danique Noordman               | 2    |
| 8.             | Sherida Spitse                 | 2    |
| 11.            | Bo van Egmond                  | 1    |
| 11.            | Roos van der Veen              | 1    |
| 11.            | Jonna van de Velde             | 1    |
| Eigen doelpunt |                                |      |
| 1.             | Toko Koga (Feyenoord)          | 1    |
| 1.             | Nicole Stoop (Fortuna Sittard) | 1    |
| Totaal         | Totaal                         | 57   |

| #      | Naam   | Goal |
| ------ | ------ | ---- |
|        | Geen   |      |
| Totaal | Totaal | 0    |

| #      | Naam               | Goal |
| ------ | ------------------ | ---- |
| 1.     | Ilayah Dostmohamed | 1    |
| Totaal | Totaal             | 1    |

| #      | Naam            | Goal |
| ------ | --------------- | ---- |
| 1.     | Lotte Keukelaar | 1    |
| Totaal | Totaal          | 1    |

| #      | Naam             | Goal |
| ------ | ---------------- | ---- |
| 1.     | Tiny Hoekstra    | 1    |
| 1.     | Lotte Keukelaar  | 1    |
| 1.     | Danique Noordman | 1    |
| 1.     | Quinty Sabajo    | 1    |
| Totaal | Totaal           | 4    |

| #      | Naam             | Goal |
| ------ | ---------------- | ---- |
| 1.     | Tiny Hoekstra    | 5    |
| 2.     | Danique Noordman | 4    |
| 3.     | Lotte Keukelaar  | 2    |
| 3.     | Danique Tolhoek  | 2    |
| 5.     | Quinty Sabajo    | 1    |
| 5.     | Sherida Spitse   | 1    |
| Totaal | Totaal           | 15   |

### Kaarten
| #      | Naam                | Kreeg geel |
| ------ | ------------------- | ---------- |
| 1.     | Lily Yohannes       | 2          |
| 2.     | Regina van Eijk     | 1          |
| 2.     | Rosa van Gool       | 1          |
| 2.     | Tiny Hoekstra       | 1          |
| 2.     | Nadine Noordam      | 1          |
| 2.     | Danique Noordman    | 1          |
| 2.     | Sherida Spitse      | 1          |
| 2.     | Jade van Hensbergen | 1          |
| 2.     | Roos van der Veen   | 1          |
| Totaal | Totaal              | 10         |

| #      | Naam   | Kreeg voor de tweede keer geel en dus rood |
| ------ | ------ | ------------------------------------------ |
| –      |        | 0                                          |
| Totaal | Totaal | 0                                          |

| #      | Naam   | Weggestuurd |
| ------ | ------ | ----------- |
| 1.     |        |             |
| Totaal | Totaal | '           |